# Theodor Dilthey
Theodor Dilthey (* 6. Februar 1825 in Rüdesheim am Rhein; † 22. März 1892 ebenda) war ein deutscher Weinhändler und Mitbegründer und erster Präsident der Industrie- und Handelskammer Wiesbaden.

## Leben
Theodor Dilthey, der 1825 als Sohn des Weinhändlers Ferdinand Friedrich Dilthey (1792–1875) zur Welt kam, begann 1839 in der väterlichen Firma P.F.F. Dilthey in Rüdesheim am Rhein eine Lehre.
Nach dem Besuch der Handelsakademie in Brüssel war er als Kontorist und Reisender im väterlichen Betrieb tätig, heiratete am 23. März 1852 Anna Katharina Josepha Marie Sahl (1830–1897), einer Tochter des Hotelbesitzers Georg Adam Sahl. Sahl übergab im gleichen Jahr sein Hotel „Darmstädter Hof“ an seine Söhne Adam, Nikolaus und August sowie an seinen Schwiegersohn, der nun auch als Teilhaber bei P.F.F. Dilthey eintrat. Nach dem Rückzug Ferdinand Diltheys aus dem Geschäftsleben übernahmen Theodor Dilthey sowie seine Schwäger Adam, Nikolaus und August Sahl 1859 die Weinhandlung unter der Firmierung Dilthey, Sahl & Co. Bereits 1862 schieden Adam und Nikolaus Sahl wieder aus dem Unternehmen aus, so dass Theodor Dilthey und August Sahl nunmehr alleinige Gesellschafter von „Dilthey, Sahl & Co.“ waren.

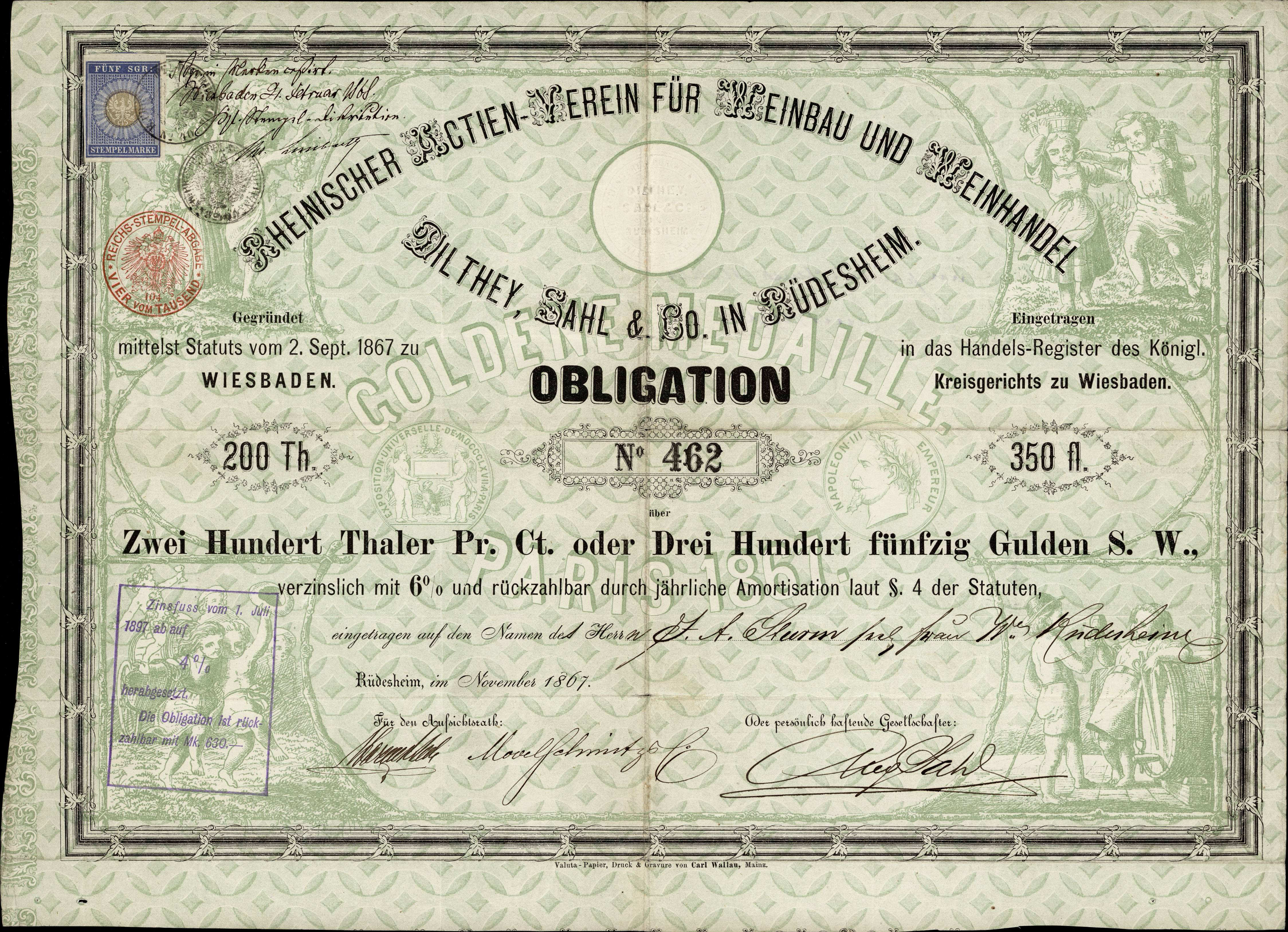
Obligation des Rheinischen Actien-Vereins für Weinbau und Weinhandel Dilthey, Sahl & Co vom November 1867

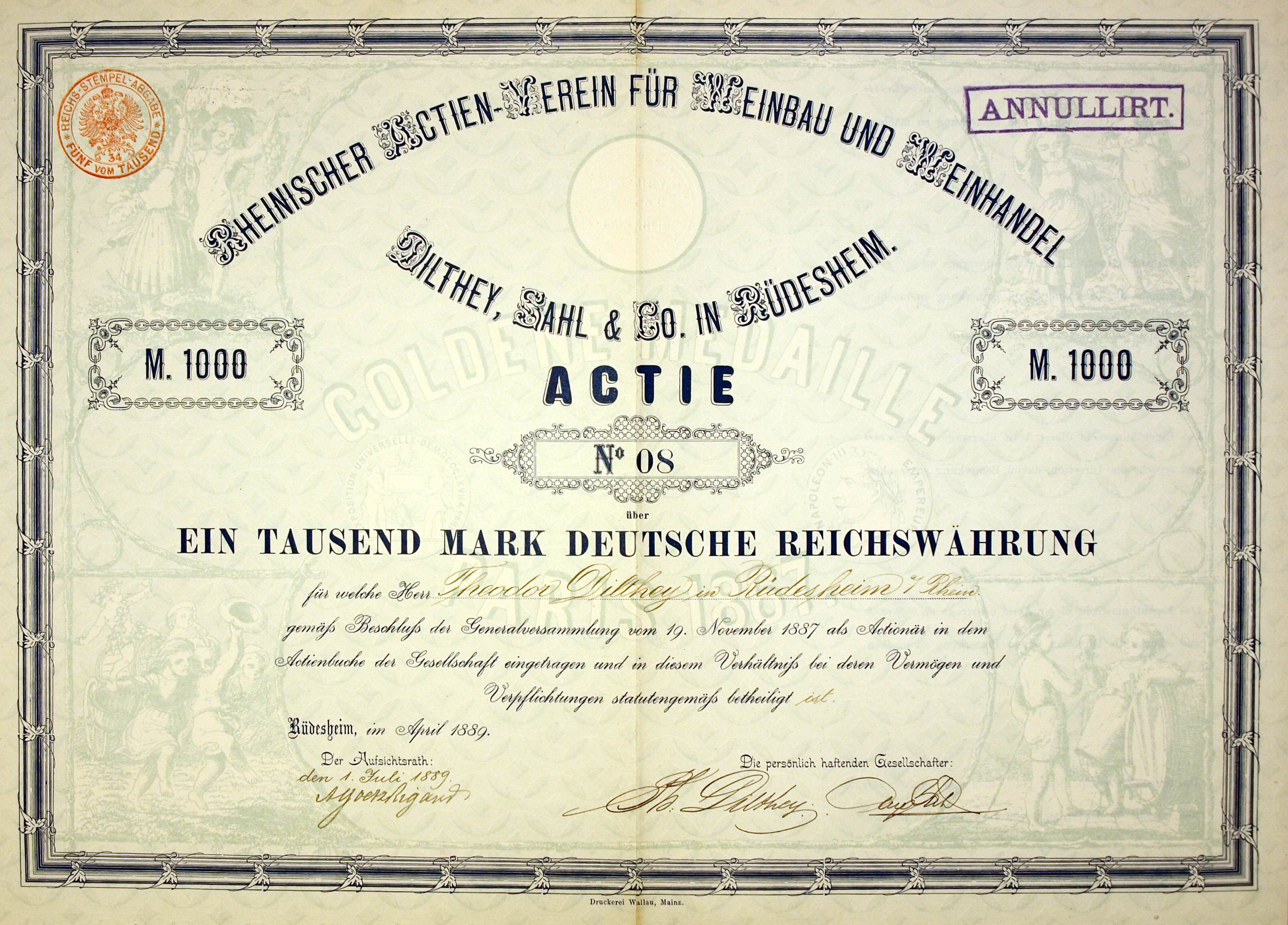
Namensaktie des Rheinischen Actien-Vereins für Weinbau und Weinhandel Dilthey, Sahl & Co vom April 1889; ausgestellt auf Theodor Dilthey

Nach großen Zahlungsausfällen konnte der völlige Zusammenbruch von Dilthey, Sahl & Co. vermieden werden, indem das Unternehmen in eine Kommanditgesellschaft auf Aktien umgewandelt wurde. Das vorhandene große Weinlager im Wert von 78.000 Gulden und die guten Umsätze des Geschäftsjahrs 1867 überzeugten Diltheys Gläubiger von dem Plan, ihre Forderungen gegen Obligationen des neu gegründeten Rheinischen Actienvereins für Weinbau und Weinhandel Dilthey, Sahl & Co. einzutauschen – insgesamt 800 Papiere zu 200 Talern/350 Gulden mit einer Laufzeit bis 1897, die mit 8,5 % verzinst wurden. Zusätzlich wurden jährlich elf Papiere ausgelost, die in voller Höhe ausgezahlt wurden, was in sog. „Verlosungsprotokollen“ dokumentiert wurde. Theodor Dilthey und sein Schwager August Sahl führten zusammen mit dem dritten Direktor Fritz Klehe gemeinsam die Geschäfte. Theodor Dilthey unternahm zahlreiche Geschäftsreisen nach England und Russland, um den Export deutscher Weine und Schaumweine zu fördern.
1880 übergab Theodor Dilthey die Weingroßhandlung an seinen Sohn Johann Ferdinand Dilthey (1855–1912). Nach dem Tod von Theodor Dilthey wurde die Firma 1892 in eine GmbH umgewandelt. Nach Auszahlung der anderen Geschäftspartner war sein Sohn Johann Ferdinand ab 1903 schließlich alleiniger Inhaber des Weinhandelsgeschäfts. Die Gesellschaft wurde zum 31. Dezember 1968 aufgelöst.
Neben der geschäftlichen Tätigkeit fand Theodor Dilthey aber noch Zeit für politisches Engagement. Er gründete den Rüdesheimer Handelsverein und war 1865–1867 der erste Präsident der Wiesbadener Industrie- und Handelskammer.
Theodor Dilthey verfasste zahlreiche Gedichte zum Lobe des Weines.